# Хакараму
Хакараму, హ — ха, буква алфавита телугу,  обозначает глухой глоттальный щелевой согласный [h].
Ха гунинтам: హ, హా, హి, హీ, హు, హూ, హె, హే, హై, హొ, హో, హౌ.
Подписная «ха» называется хаватту.
- Хаватту (телугу)
- Хаотту (каннада)
- Тьенг ха (кхмерский)
- Гантунган ха (балийский)